# Mosquito Coast
Bờ biển Muỗi‎‎, còn được gọi là ‎‎Bờ biển Miskitu, Bờ Muỗi‎‎ và ‎‎Vương quốc Miskitu‎‎,  bao gồm khu vực dao động của vương quốc dọc theo bờ biển phía đông của ‎‎Nicaragua‎‎ và ‎‎Honduras‎‎ ngày nay. Nó tạo thành một phần của ‎‎khu vực Tây Caribbe‎‎. Nó được đặt tên theo quốc gia ‎‎Miskitu‎‎ địa phương và từ lâu đã bị chi phối bởi lợi ích của ‎‎Anh‎‎. Bờ biển Mosquito được sáp nhập quân sự vào Nicaragua vào tháng 11 năm 1894; tuy nhiên, vào năm 1960, phần phía bắc đã được ‎‎Tòa án Công lý Quốc tế‎‎ cấp cho Honduras.
‎Bờ biển Mosquito thường được định nghĩa là khu vực của Vương quốc Mosquito hoặc Miskitu và mở rộng hoặc ký hợp đồng với miền đó. Trong thế kỷ 19, câu hỏi về biên giới của vương quốc là một vấn đề nghiêm trọng về ngoại giao quốc tế giữa Anh, Hoa Kỳ, Nicaragua và Honduras. Những tuyên bố mâu thuẫn liên quan đến cả mức độ của vương quốc và sự không tồn tại được cho là không tồn tại đã được theo đuổi trong các cuộc trao đổi ngoại giao. Định nghĩa của Anh và Miskitu áp dụng cho toàn bộ bờ biển phía đông của Nicaragua và thậm chí cho ‎‎La Mosquitia‎‎ ở ‎‎Honduras‎‎: tức là, khu vực bờ biển xa về phía tây như ‎‎Río Negro‎‎ hoặc Tinto.‎

## Lịch sử
‎Trước khi người châu Âu đến trong khu vực, khu vực này được chia thành một số lượng lớn các tộc người được chia thành các nhóm nhỏ, bình đẳng,và họ có thể nói các ngôn ngữ liên quan đến ‎‎Sumu‎‎ và ‎‎Paya‎‎. ‎‎Cristoforo Colombo‎‎ đã đến thăm bờ biển một thời gian ngắn trong chuyến đi thứ tư của mình. Tuy nhiên, các tài liệu chi tiết của Đế quốc Tây Ban Nha về khu vực này chỉ liên quan đến cuối thế kỷ 16 và đầu thế kỷ 17. Theo hiểu biết của họ về địa lý, khu vực này được chia thành hai "tỉnh" ‎‎Taguzgalpa‎‎ và ‎‎Tologalpa‎‎. Danh sách các "quốc gia" do các nhà truyền giáo Tây Ban Nha để lại bao gồm tới 30 tên, mặc dù sự phân tích cẩn thận về chúng trong các tài liệu của Karl Offen cho thấy nhiều quốc gia đã bị trùng lặp và địa lý khu vực bao gồm khoảng nửa tá thực thể nói các phương ngữ liên quan nhưng khác biệt chiếm các lưu vực sông khác nhau của khu vực.‎

### Người Tây Ban Nha cố gắng xâm chiếm khu vực
‎Trong thế kỷ 16, chính quyền Tây Ban Nha đã cấp nhiều giấy phép khác nhau để chinh phục Taguzgalpa và Tologalpa vào các năm 1545, 1562, 1577 và 1594, nhưng không có bằng chứng nào cho thấy bất kỳ giấy phép nào trong số này dẫn đến các khu định cư hoặc chinh phục ngắn. Người Tây Ban Nha đã không thể chinh phục khu vực này trong thế kỷ 16 và trong thế kỷ 17 đã tìm cách "‎‎giảm‎‎" khu vực thông qua các nỗ lực truyền giáo. Chúng bao gồm một số nỗ lực của ‎‎Franciscans‎‎ từ năm 1604 đến năm 1612; Một người khác do Fray ‎‎Cristóbal Martinez‎‎ lãnh đạo vào năm 1622, và người thứ ba từ năm 1667 đến năm 1675. Không có nỗ lực nào trong số này dẫn đến bất kỳ thành công lâu dài nào. ‎
‎Bởi vì người Tây Ban Nha không có ảnh hưởng đáng kể trong khu vực, nó vẫn độc lập với sự kiểm soát bên ngoài. Điều này cho phép người dân bản địa tiếp tục lối sống truyền thống của họ và tiếp đón du khách từ các khu vực khác. ‎‎Tư nhân‎‎ ‎‎Anh‎‎ và ‎‎Hà Lan‎‎ săn lùng tàu Tây Ban Nha sớm tìm thấy‎ tại đây

### Liên lạc và được đế quốc Anh công nhận
‎Mặc dù các tài liệu sớm nhất không đề cập đến nó, một thực thể chính trị của tổ chức không chắc chắn, nhưng có lẽ không phân tầng lắm, mà người Anh gọi là "Vương quốc Muỗi" đã có mặt trên bờ biển vào đầu thế kỷ XVII. Một trong những vị vua của chính thể này đã đến thăm Anh vào khoảng năm 1638 theo đơn của ‎‎Công ty Đảo Providence‎‎ và niêm phong một liên minh. ‎
‎Trong những năm tiếp theo, vương quốc đã đứng vững chống lại bất kỳ cuộc xâm nhập nào của Tây Ban Nha và sẵn sàng cung cấp nghỉ ngơi và tị nạn cho bất kỳ nhóm chống Tây Ban Nha nào có thể đến bờ biển của họ. Ít nhất các tư nhân và cướp biển người Anh và Pháp đã đến thăm đó, lấy nước và thức ăn. Một tài khoản chi tiết về vương quốc được viết bởi một buccaneer chỉ được biết đến với cái tên M. W. mô tả tổ chức của nó về cơ bản là bình đẳng, với nhà vua và một số quan chức (thường được gọi là "Thuyền trưởng" trong thời kỳ đó nhưng sau đó phức tạp hơn) chủ yếu là các nhà lãnh đạo quân sự, nhưng chỉ trong thời chiến.‎

## Dân cư
‎Bờ biển Mosquito là một lãnh thổ dân cư thưa thớt. ‎
‎Ngày nay, những gì từng là bờ biển Miskito của ‎‎Nicaragua‎‎ có dân số 400.000 người, bao gồm 57% ‎‎người Miskito‎‎, 22% ‎‎Creoles‎‎ (Afro-Châu Âu), 15% ‎‎Ladinos‎‎, 4% ‎‎Sumu‎‎ (Amerindian), 1% ‎‎Garifuna‎‎ (Afro-Indians), 0,5% ‎‎người Trung Quốc‎‎ và 0,5% ‎‎Rama‎‎ (Amerindian).

## Tôn giáo
‎Anh giáo‎‎ và ‎‎Giáo hội Moravian‎‎ đã đạt được một lượng Kitô Hữu đáng kể ở Bờ biển Muỗi. ‎
‎Lịch sử ban đầu của Bờ biển Muỗi cũng chứng kiến sự tham gia nhỏ từ ‎‎người Thanh giáo‎‎

## Trong văn hóa đại chúng
‎W. Douglas Burden đã‎‎ mô tả một cuộc thám hiểm để tìm kiếm một mỏ bạc dọc theo bờ biển. Các chương có liên quan là "một vùng đất kỳ lạ" và "Câu chuyện của Blake" trong ‎‎Look to the Wilderness‎‎.‎